# Peter Grant (Produzent)

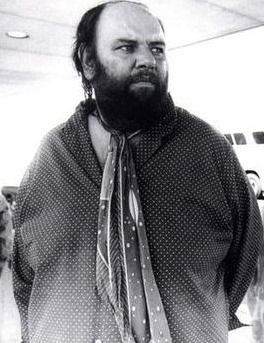
Peter Grant (um 1970)

Peter Grant (* 5. April 1935 in London; † 21. November 1995) war ein Manager im Rockbusiness. Er arbeitete unter anderem für The Yardbirds und Led Zeppelin.

## Leben
Grant wurde im Süden Londons geboren. Die Volksschule besuchte er bis zu seinem 13. Lebensjahr und wurde Fabrikarbeiter in Croydon, später beim dortigen Theater Bühnenarbeiter. Kurz in einem Hotel in Jersey als Unterhaltungschef tätig, wurde er danach Türsteher in Londons berühmter 2i’s Coffee Bar, in der viele spätere Berühmtheiten der britischen Musikindustrie wie z. B. Cliff Richard, Adam Faith und Tommy Steele ihr Debüt gaben. Grant wurde vom Profiwrestler Paul Lincoln für eine Wrestling-TV-Show angeheuert. Daraus resultierten später Engagements als Stuntman und Double.
Zwischen 1958 und 1963 trat Grant in einigen Filmen und Fernsehshows auf. Das aus diesen Auftritten stammende Geld investierte er in seine eigene Firma.
1963 wurde Grant von Don Arden als Tourmanager für Künstler wie Bo Diddley, The Everly Brothers, Little Richard, Brian Hyland, Chuck Berry, Eddie Cochran, Gene Vincent und The Animals verpflichtet.
Ab 1964 managte er eigene Veranstaltungen oder Gruppen wie The Nashville Teens, The Flintstones, The She Trinity, The New Vaudeville Band und die frühen Jahre von Jeff Beck und Terry Reid. Mit seinem Freund Mickie Most gründete er das Plattenlabel RAK Records, das in den 70er Jahren sehr erfolgreich wurde.
1966 wurde ihm das Management der Yardbirds und später das von Led Zeppelin angeboten. Er managte auch Bad Company und Maggie Bell. Mit Peter Grant wurden Led Zeppelin zu einer der erfolgreichsten Rockbands der 1960er und 1970er Jahre. Peter Grant war dafür bekannt, sich sehr für die Interessen seiner Künstler einzusetzen und versuchte so z. B. stets, unautorisierte Mitschnitte von Konzerten (Bootlegs) und unerlaubte T-Shirt-Verkäufe zu verhindern. Außerdem ließ Grant aufgrund der für ihn unzureichenden Tonqualität nur selten Fernsehauftritte von Led Zeppelin zu. Peter Grant ist in dem Led-Zeppelin-Musikfilm The Song Remains the Same in einigen Szenen zu erleben. Nach dem Aus von Led Zeppelin infolge des Todes ihres Schlagzeugers John Bonham im Jahre 1980 zog sich Grant aus dem Musikgeschäft zurück.
Am 26. Juli 1995 war Peter Grant im Publikum der ausverkauften Londoner Wembley Arena anwesend, um zum Abschluss der von Fans lange ersehnten und überaus erfolgreichen Reuniontournee von Robert Plant und Jimmy Page seine Led-Zeppelin-Musiker noch ein letztes Mal live zu erleben. Teils neu arrangiert spielten Page und Plant an diesem Abend gemeinsam mit ihrer Band, einem ägyptischen Ensemble und den Londoner Symphonikern ihre alten Hits wie z. B. Thank You, No Quarter, The Battle of Evermore, Gallows Pole, Since I’ve Been Loving You, The Song Remains the Same, Going to California, Friends, Whole Lotta Love, Black Dog und Kashmir.
Am 21. November 1995 erlag Grant im Alter von 60 Jahren auf der Fahrt nach Hause einem Herzinfarkt. Er wurde am 4. Dezember 1995 auf dem St. Peter and Paul-Friedhof in Hellingly beerdigt.

## Filmographie
- 1958: Die letzte Nacht der Titanic (A Night to Remember)
- 1961: Die Kanonen von Navarone (The Guns of Navarone)
- 1963: Cleopatra
- 1976: The Song Remains the Same
- 1992: Mach’s nochmal, Columbus (Carry On Columbus)